# George Georgiou
George Georgiou (nacido en Londres, Inglaterra) es un actor británico.

## Vida y carrera
George Georgiou nació y creció en Londres. Asistió al Drama Centre London, junto con Tom Hardy y Michael Fassbender. Georgiou apareció por primera vez en producciones teatrales en el Royal National Theatre antes de aparecer también en cine y televisión desde 2003.
Interpretó papeles menores en películas como Mamma Mia!, The Cut o 300: Rise of an Empire. También tuvo apariciones especiales en series de televisión como Law & Order: UK, Spooks o The Americans. En 2013, interpretó el papel de Razdal mo Eraz en un episodio de la tercera temporada de la serie de HBO Game of Thrones. Regresó a ese rol nuevamente en 2016. En 2015, también formó parte del elenco de la serie de espías Homeland.

## Filmografía seleccionada
- 2003: Byron (película de televisión)
- 2004 Dirty War (película para televisión )
- 2008: Mamma Mia![1]
- 2009: Law & Order: UK (Serie de TV, Episodio 2x06)
- 2010: Spooks (serie de televisión, Episodio: 9x01)
- 2013: Mayday (Miniserie, Episodio 1x01)
- 2013: Red 2
- 2013-2016: Game of Thrones (serie de televisión, 3 episodios)
- 2014: 300: Rise of an Empire[2]
- 2014: The Honourable Woman (serie de televisión, 4 episodios)
- 2014: The Cut
- 2015: The Americans (Serie de televisión, Episodio 3x12)
- 2015: Bones (Serie de televisión, Episodio 10x19)
- 2015: A.D. The Bible Continues (serie de TV, 5 episodios)
- 2015: Homeland (serie de televisión, 2 episodios)
- 2017: The Last Ship (serie de televisión, 3 episodios)
- 2017: La momia
- 2018: Collateral (miniserie, 4 episodios)
- 2018: Madam Secretary (Serie de televisión, Episodio 5x06)
- 2019: Close
- 2019: Top Boy (Serie de televisión, Episodio 3x10)
- 2019: Carnival Row (serie de televisión, 4 episodios)
- 2020: Sex Education (serie de televisión, 3 episodios)
- 2023: John Wick: Chapter 4[3]